# Cairanne
Cairanne är en kommun i departementet Vaucluse i regionen Provence-Alpes-Côte d'Azur i sydöstra Frankrike. Kommunen ligger i kantonen Vaison-la-Romaine som tillhör arrondissementet Carpentras. År 2022 hade Cairanne 1 121 invånare.

## Befolkningsutveckling
Antalet invånare i kommunen Cairanne
| Referens: INSEE |